# Rubus sumatranus
Rubus sumatranus là loài thực vật có hoa trong họ Hoa hồng. Loài này được Miq. miêu tả khoa học đầu tiên năm 1860.

## Hình ảnh

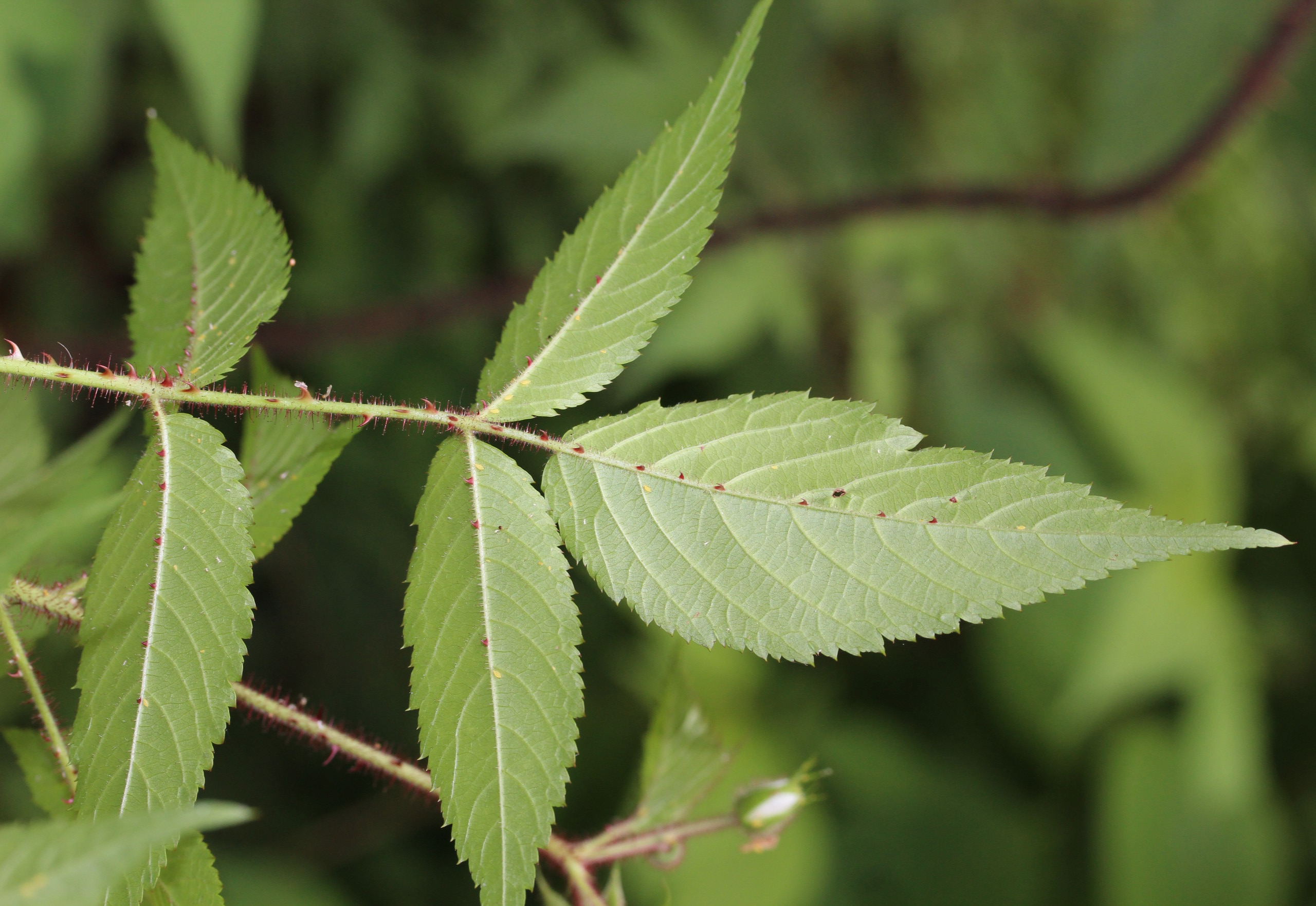
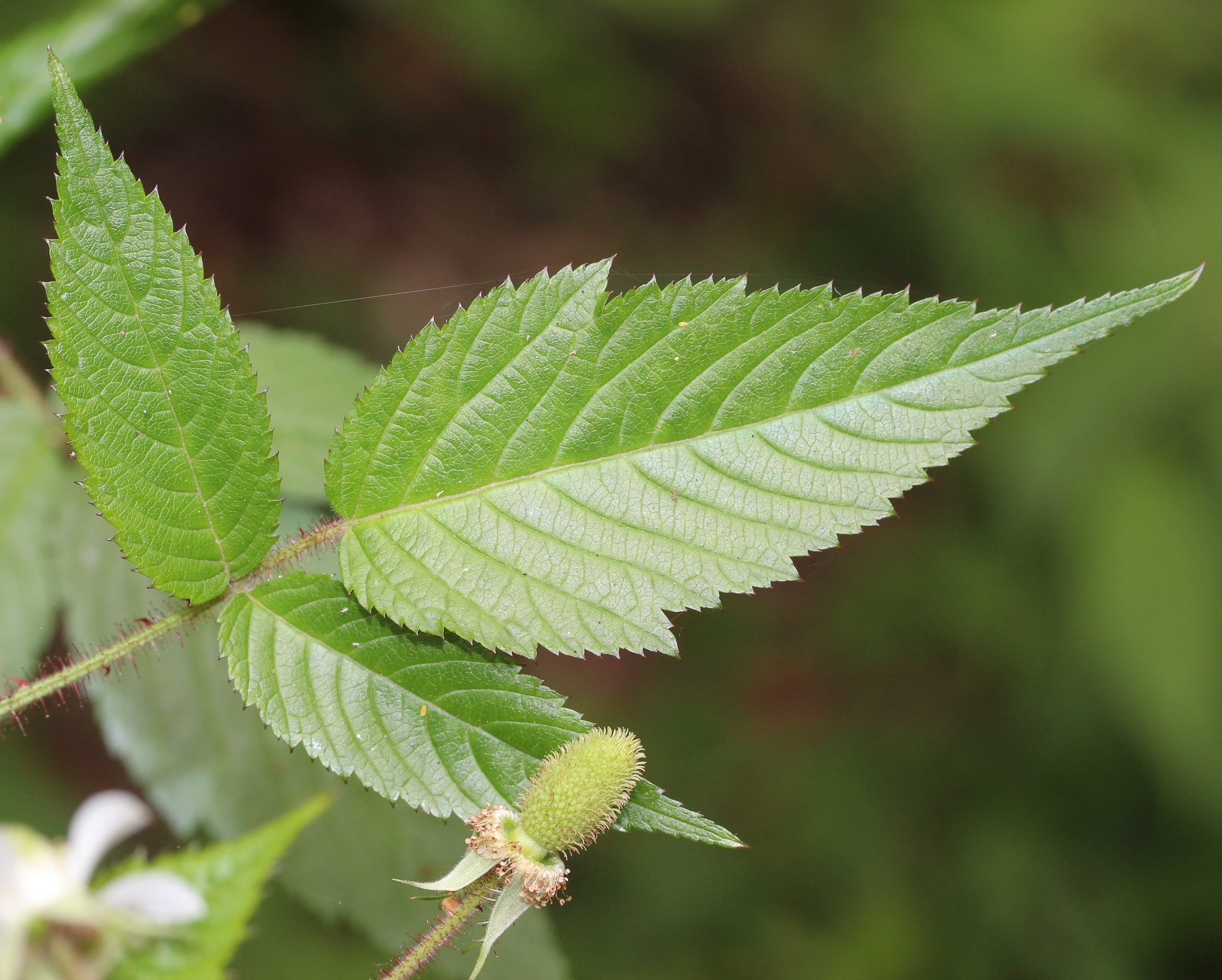
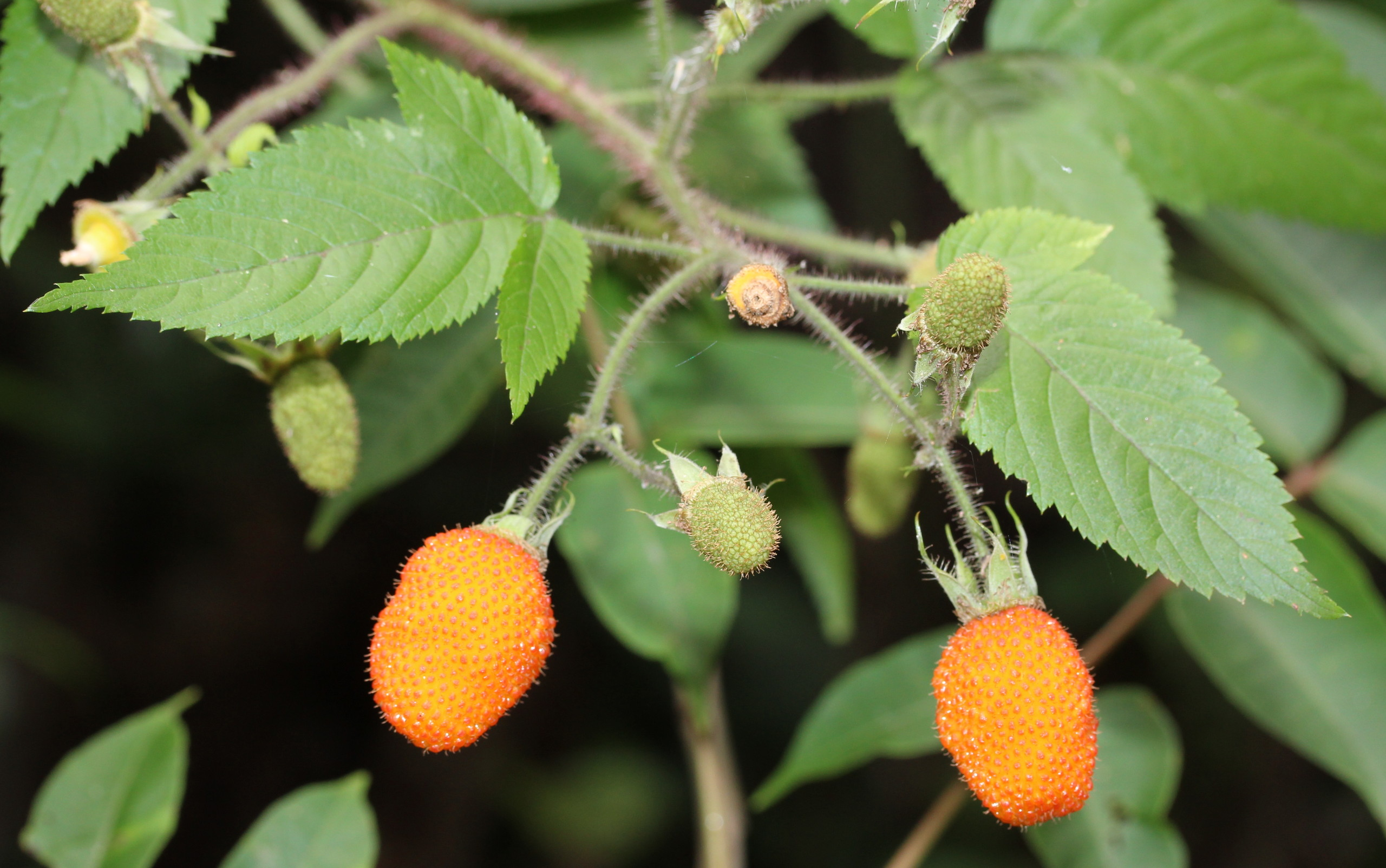
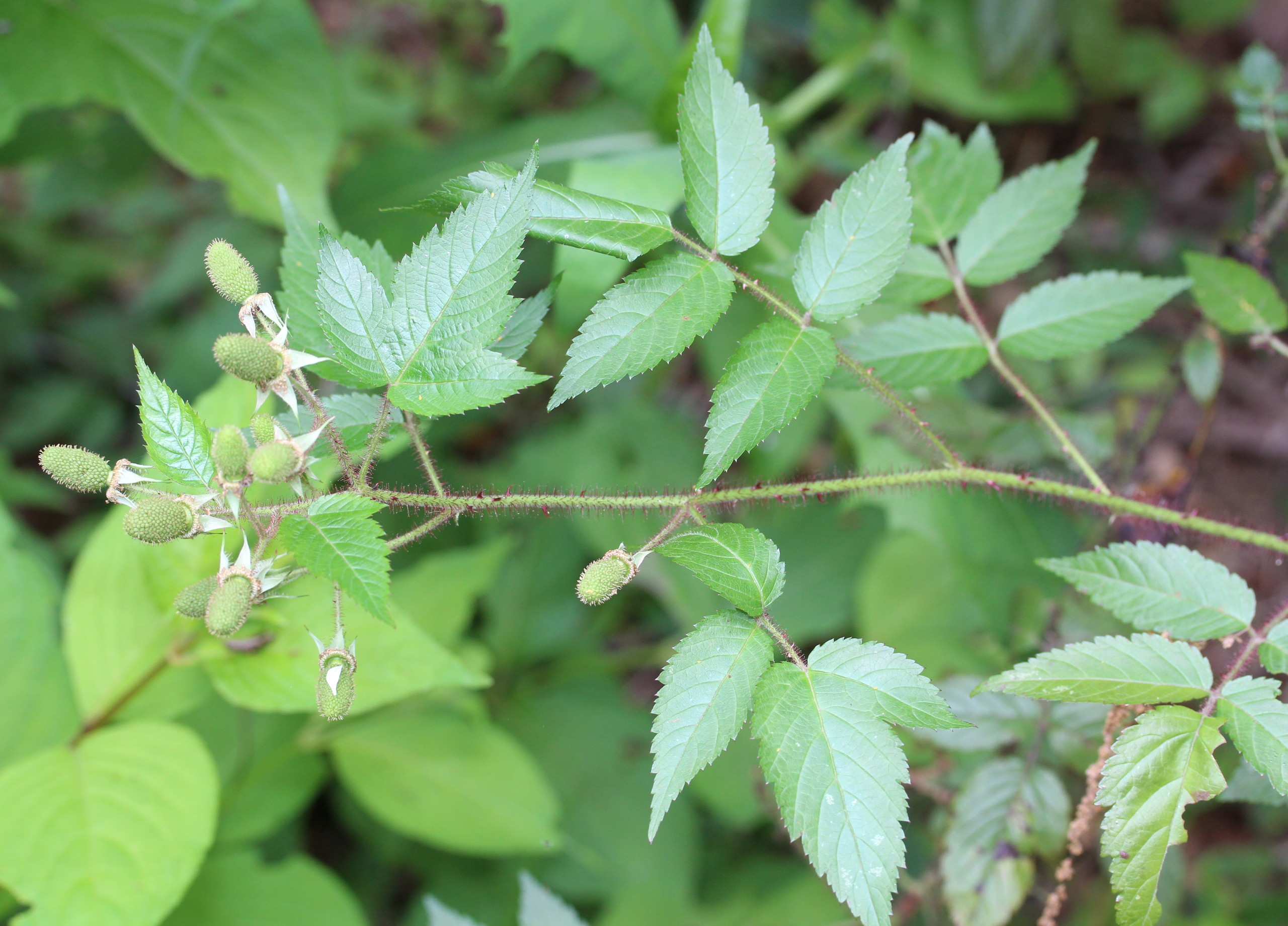